# Záhoříčko (Nemyšl)
Záhoříčko (německy Sahorschitsch) je osada, část obce Nemyšl v okrese Tábor v Jihočeském kraji. Nachází se asi 1,5 kilometru jihozápadně od Nemyšle. Prochází zde silnice II/120. Jsou zde evidovány čtyři adresy. V roce 2011 zde trvale žilo dvacet obyvatel.
Záhoříčko leží v katastrálním území Prudice o výměře 2,73 km².

## Historie
První písemná zmínka o vesnici pochází z roku 1382.

## Obyvatelstvo
| Rok            | 1869 | 1880 | 1890 | 1900 | 1910 | 1921 | 1930 | 1950 | 1961 | 1970 | 1980 | 1991 | 2001 | 2011 | 2021 |
| -------------- | ---- | ---- | ---- | ---- | ---- | ---- | ---- | ---- | ---- | ---- | ---- | ---- | ---- | ---- | ---- |
| Počet obyvatel | 56   | 51   | 36   | 39   | 33   | 49   | 35   | 24   | 23   | 15   | 17   | 19   | 19   | 20   | 16   |
| Počet domů     | 5    | 5    | 5    | 5    | 4    | 4    | 4    | 4    | 4    | 3    | 4    | 5    | 4    | 4    | 4    |

## Obecní správa
Při sčítání lidu v letech 1850–1956 Záhoříčko bylo osadou obce Hoštice v okrese Tábor. V letech 1957–1980 bylo částí obce Nemyšl, se kterým patřilo nejprve do okresu Votice, ale od roku 1960 v okrese Tábor. Od 1. ledna 1981 do 23. listopadu 1990 bylo částí obce Chotoviny v okrese Tábor. Od 24. listopadu 1990 je opět částí obce Nemyšl v okrese Tábor.

## Fotogalerie

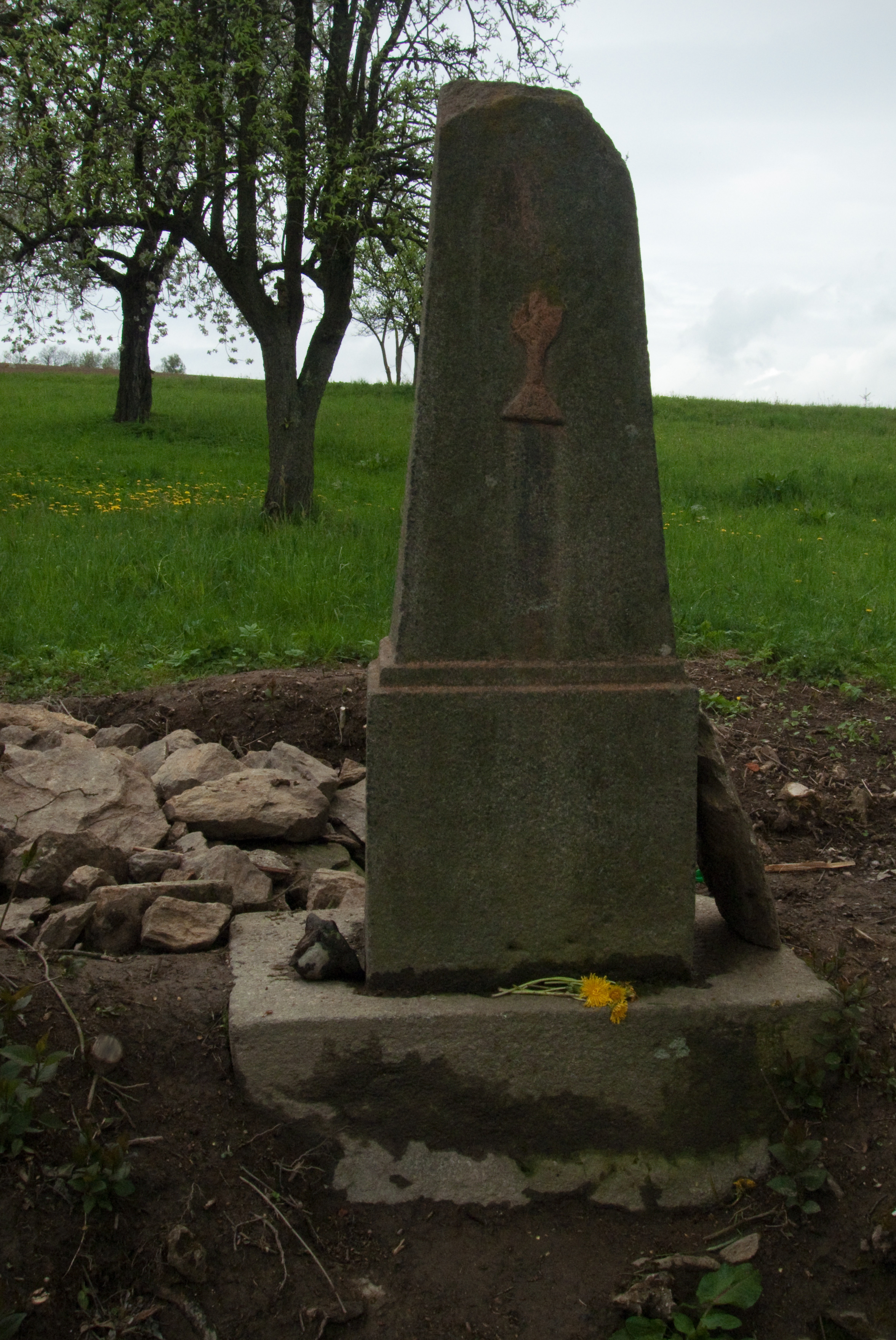
Pomník
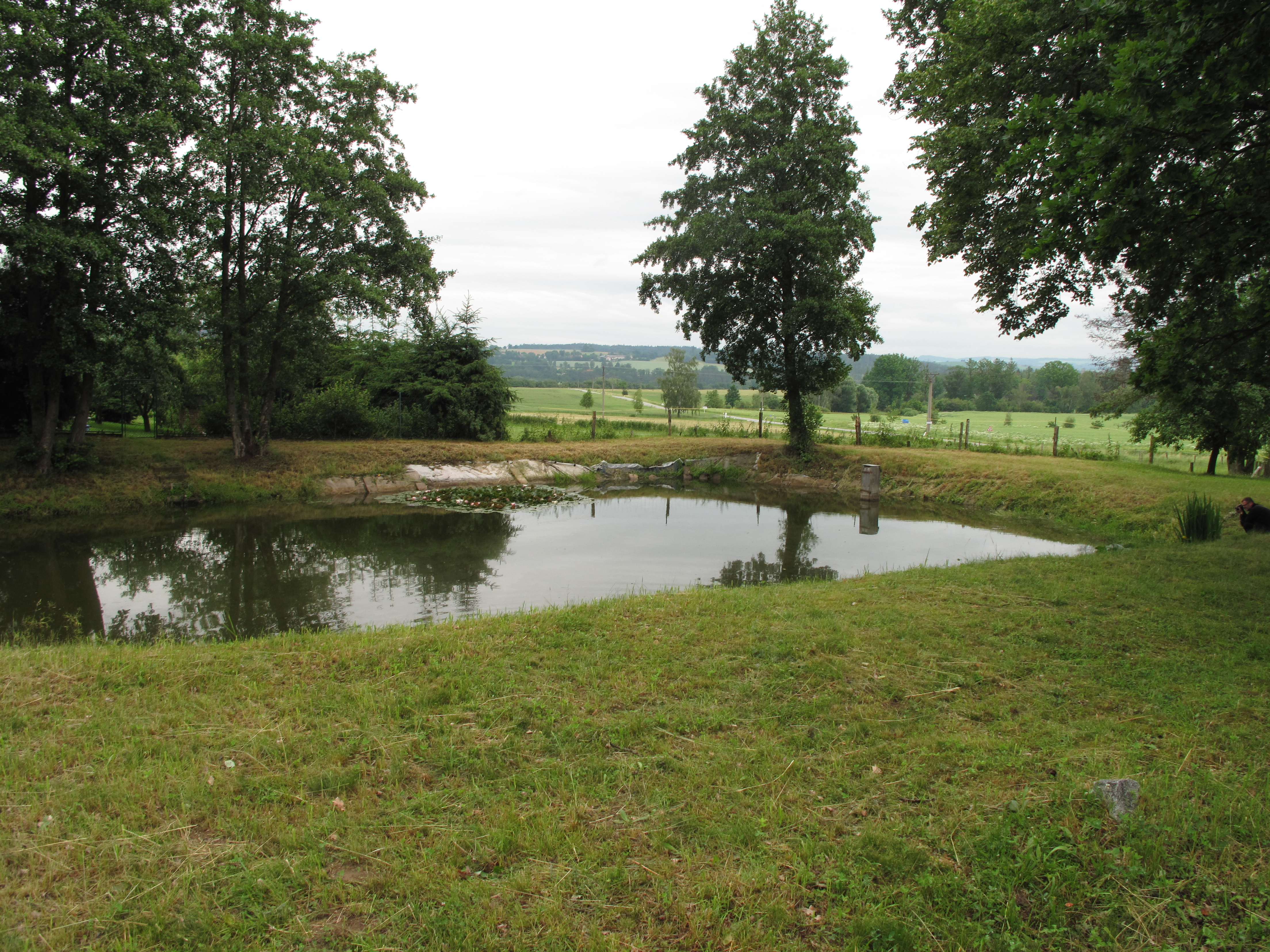
Rybník
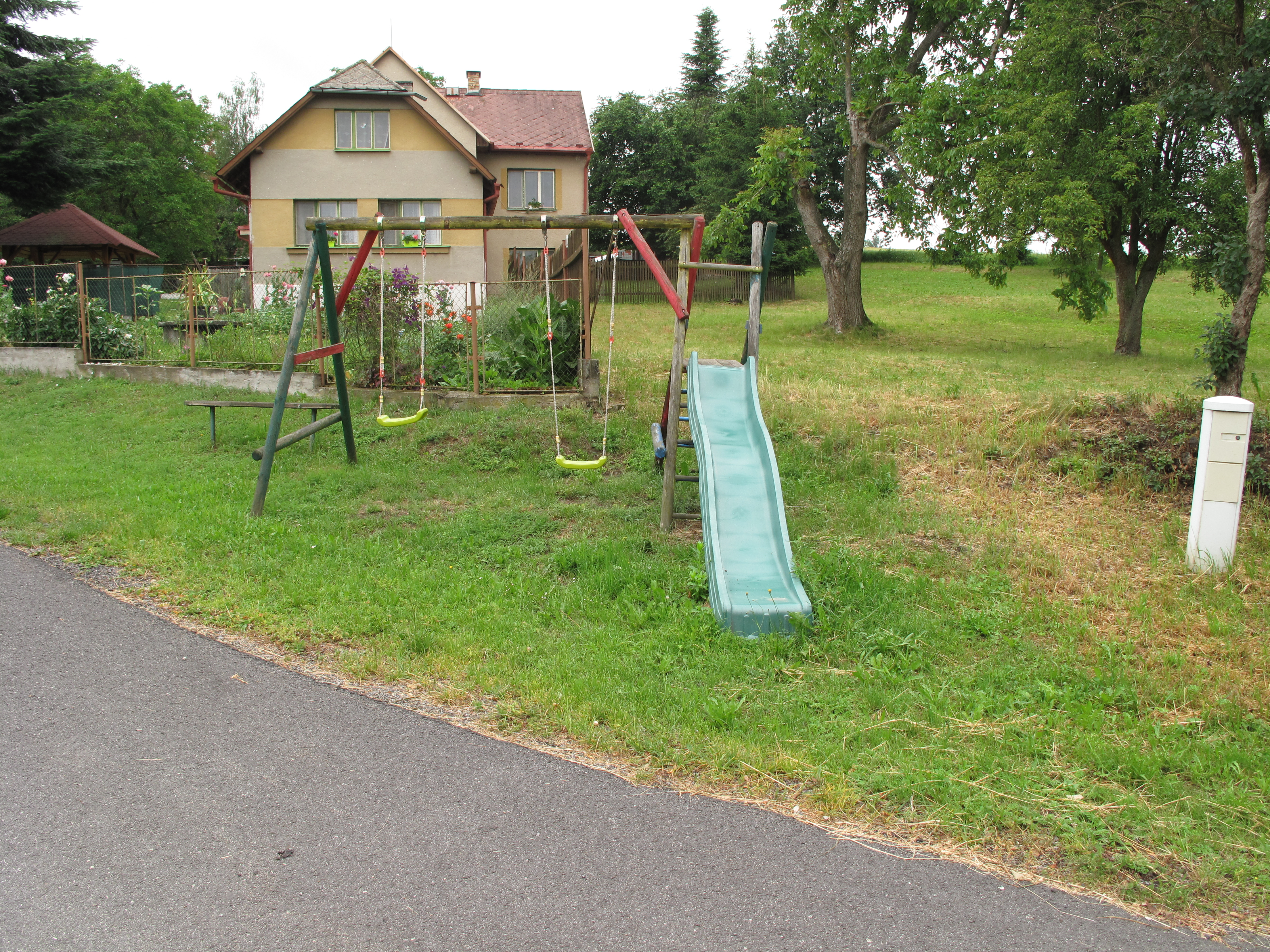
Houpačky a skluzavka
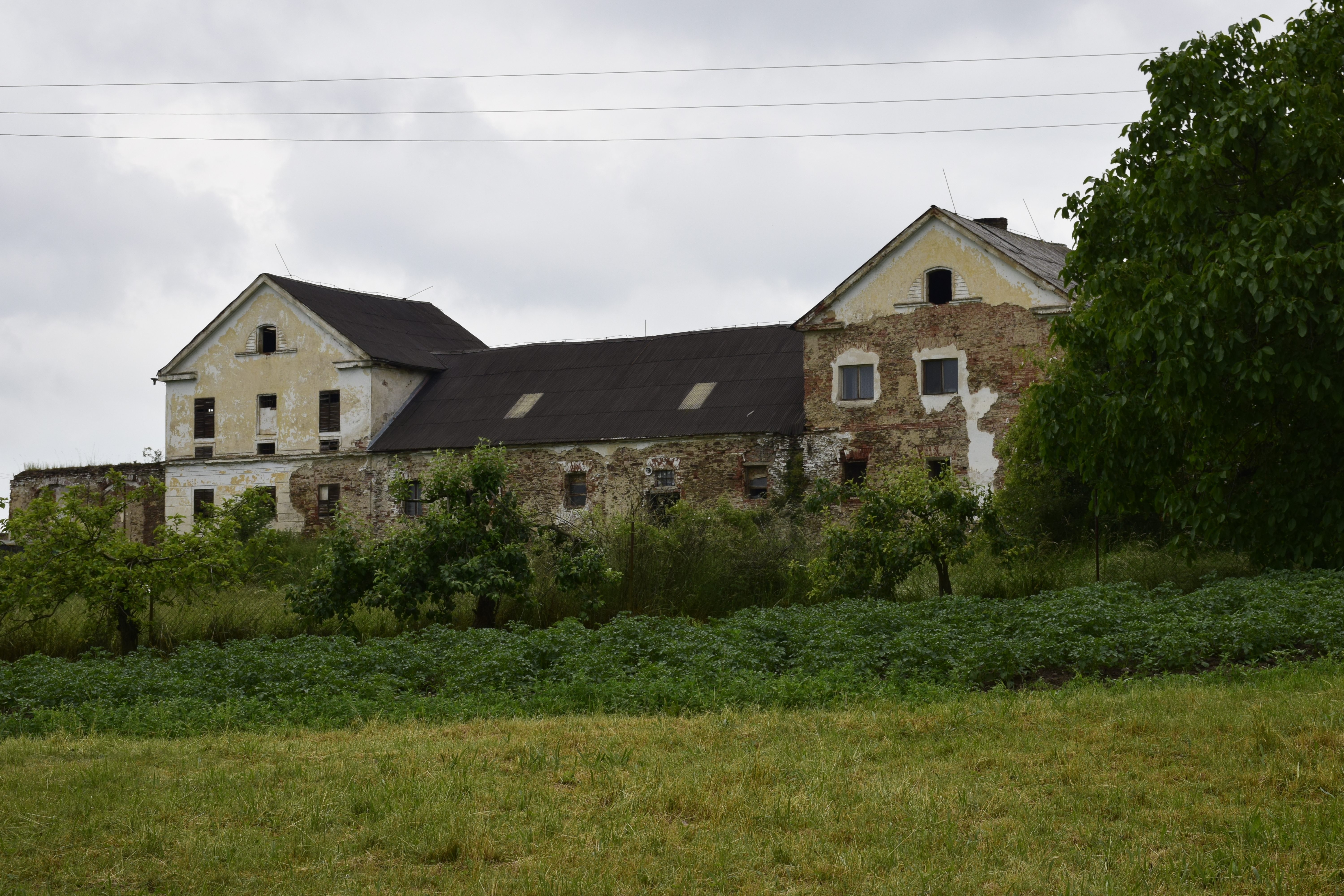
Statek